# 아르다시르 1세

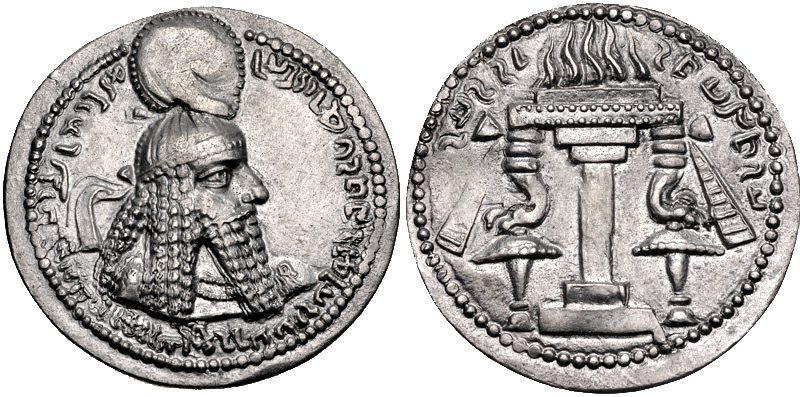
아르다시르 1세의 동전

아르다시르 1세(Ardashir I, 180년 ~ 242년 2월, 재위 226년 ~ 241년)는 파팍(Pāpağ)의 아들 아르다시리 파파간(Pāpagān) 또는 아르데쉬리 바바칸 그리고 아르타 크세르크세스로 알려져 있다. 그는 사산 왕조의 창시자로, 아르타사레스, 아르타샤스트라 그리고 아르타크샤트라라고도 한다. 이름의 의미는 신성한 명령이다.
180년 파팍의 아들로 태어났다. 226년 아르다시르는 파르티아 제국을 전복시키고 사산조 페르시아 제국을 창건하였다. 229년부터 그는 로마 제국과 전쟁을 벌이게 된다. 또한, 종교 분야에서는 조로아스터교가 국교로 제정되고, 경전 아베스타 젠드가 발간되었다. 241년에 죽었고, 제위는 아들 샤푸르 1세에게 돌아갔다.
|  | 사산 제국의 왕 226년 - 241년 | 후임 샤푸르 1세 |